# Tarachodidae
Los taracódidos (Tarachodidae) eran una familia de mantis  (insectos del orden Mantodea).
Tras la última revisión del orden Mantodea, los miembros que antes pertenecían a esta familia son ahora clasificados dentro de la familia Eremiaphilidae.

## Géneros
Esta familia contenía los siguientes 29 géneros:
- Antistia
- Ariusia
- Caliris
- Charieis
- Deromantis
- Didymocorypha
- Dysaules
- Episcopomantis
- Galepsus
- Gildella
- Hebardia
- Hebardiella
- Iris
- Leptomantella
- Metagalepsus
- Nesogalepsus
- Nothogalepsus
- Oxyelaea
- Oxyophthalma
- Oxyphthalmellus
- Paragalepsus
- Paralygdamia
- paroxyophthalmus
- Plastogalepsus
- Pseudogalepsus
- Pyrgomantis
- Tarachodella
- Tarachodes
- Tarachodula